# Herbert Grieser
Herbert Grieser (* 10. Oktober 1919 in Witten, Deutsches Reich; † 7. April 2000 in Hamburg) war ein deutscher Maskenbildner bei Film und Fernsehen.

## Leben und Wirken
Grieser bewarb sich in jungen Jahren als Bühnenbildner am Stadttheater von Hagen/Westfalen. Statt eine Ausbildung zum Bühnenbildner erhielt er die Möglichkeit an dieser Spielstätte als Friseur und Maskenbildner zu arbeiten. Inmitten des Zweiten Weltkriegs las Grieser in einer Anzeige der Produktionsfirma Berlin-Film, dass man Maskenbildner für den Spielfilm suche. Grieser reiste in die Reichshauptstadt und wurde sofort angenommen. Aus gesundheitlichen Gründen blieb er bis 1945 vom Kriegsdienst verschont und war bis dahin an Produktionen wie Die Zaubergeige (1943) und Das war mein Leben (1944) beteiligt. 1947 begann Grieser seine Nachkriegslaufbahn beim Film, zunächst bei der „Junge Film-Union“ in Bendestorf. Mit seiner 1949 geehelichten Gattin übersiedelte Herbert Grieser  Hamburg, wo er knapp anderthalb Jahrzehnte lang der Chefmaskenbildner der Real-Film Walter Koppels und Gyula Trebitschs wurde.
1962 endete seine Kinofilmtätigkeit weitgehend, und Herbert Grieser begann nunmehr freiberuflich für das Fernsehen, vor allem für das ZDF, zu arbeiten. Dort reüssierte er speziell mit der Schaffung historischer Masken, die er für Studio-Hamburg-Produktionen mit realem Handlungshintergrund wie die Doku-Dramen Maestro der Revolution, Jacques Offenbach – Ein Lebensbild, Affäre Dreyfus und den Mehrteiler Bürgerkrieg in Rußland anfertigte. Hier wandelte er Schauspieler wie Karl-Michael Vogler, Pinkas Braun, Jörg Pleva und Hubert Suschka in historisch belegte Persönlichkeiten wie Giuseppe Verdi, Jacques Offenbach, Alfred Dreyfus, François Villon und Josef Stalin um. In der ersten Hälfte der 1970er Jahre kehrte Grieser dreimal zum Kinofilm zurück. Kurz vor Vollendung seines 70. Lebensjahres beendete er seine aktive Laufbahn. In der Dokumentation Schlußklappe '45. Szenen aus dem deutschen Film gab Herbert Grieser 1995 Auskunft zum deutschen Filmschaffen kurz vor Kriegsende 1945.

## Filmografie
Bis 1962 Kinofilme, danach Fernsehproduktionen, wenn nicht anders angegeben:
- 1943: Die Zaubergeige
- 1944: Das war mein Leben
- 1947: Wege im Zwielicht
- 1948: Die letzte Nacht
- 1949: Gefährliche Gäste
- 1949: Absender unbekannt
- 1950: Gabriela
- 1950: Des Lebens Überfluß
- 1950: Der Schatten des Herrn Monitor
- 1950: Mädchen mit Beziehungen
- 1950: Lockende Gefahr
- 1950: Die Dritte von rechts
- 1951: Schön muß man sein
- 1951: Weh’ dem, der liebt!
- 1951: Engel im Abendkleid
- 1951: Kommen Sie am Ersten
- 1951: Gift im Zoo
- 1952: Toxi
- 1952: Lockende Sterne
- 1953: Das Nachtgespenst
- 1953: Die Privatsekretärin
- 1954: Männer im gefährlichen Alter
- 1954: Kinder, Mütter und ein General
- 1955: Wie werde ich Filmstar?
- 1955: Die Toteninsel
- 1955: Der Major und die Stiere
- 1956: Die Ehe des Dr. med. Danwitz
- 1956: Ich und meine Schwiegersöhne
- 1956: Skandal um Dr. Vlimmen
- 1956: Ein Herz kehrt heim
- 1956: Drei Birken auf der Heide
- 1956: Glücksritter
- 1957: Die Zürcher Verlobung
- 1957: Tolle Nacht
- 1957: Nachts im Grünen Kakadu
- 1957: Dr. Crippen lebt
- 1957: Nasser Asphalt
- 1958: Herz ohne Gnade
- 1958: Bühne frei für Marika
- 1958: Der Schinderhannes
- 1958: Der Mann, der sich verkaufte
- 1959: Die Nacht vor der Premiere
- 1959: Die schöne Lügnerin
- 1959: Salem Aleikum
- 1959: Frau Warrens Gewerbe
- 1960: Die Frau am dunklen Fenster
- 1960: Sturm im Wasserglas
- 1960: Pension Schöller
- 1960: Hauptmann, deine Sterne
- 1960: Mein Mann, das Wirtschaftswunder
- 1961: Bis zum Ende aller Tage
- 1961: Heute gehn wir bummeln
- 1962: Die glücklichen Jahre der Thorwalds
- 1964: Das Gespenst von Canterville
- 1966: Der schwarze Freitag
- 1966: Briefe nach Luzern
- 1966: Die hundertste Nacht
- 1967: Bürgerkrieg in Rußland (Mehrteiler)
- 1968: Affäre Dreyfus
- 1969: Jacques Offenbach – Ein Lebensbild
- 1971: Kolibri
- 1971: Maestro der Revolution
- 1971: Kein Geldschrank geht von selber auf – Die Eddie-Chapman-Story
- 1972: Die Pueblo-Affäre
- 1972: Der Stoff aus dem die Träume sind (Kino)
- 1973: Nebel
- 1974: Der Lord von Barmbeck (Kino)
- 1975: Das Messer im Rücken (Kino)
- 1981: Die Gerechten
- 1981: François Villon
- 1983: Die Falle
- 1984: Gesichter des Schattens
- 1985: Ein Mann ist soeben erschossen worden
- 1986: Vertrauen gegen Vertrauen
- 1987: Die Erbschaft
- 1988: Spätes Glück nicht ausgeschlossen